# Rocca di Montauto
La rocca di Montauto (comunemente la Roccaccia) è una fortificazione in stato di rovina situata nel comune di Manciano, nella provincia di Grosseto, in Toscana. Posta su una collina che domina la valle del Fiora, la rocca ha giocato per secoli un ruolo fondamentale nella difesa e nel controllo del territorio. La rocca è parte della riserva naturale Montauto, un'area protetta che conserva una ricca biodiversità.

## Storia
Il complesso sorse agli inizi del Duecento come possedimento della famiglia Aldobrandeschi; alla fine del medesimo secolo la fortificazione fu ereditata dagli Orsini di Pitigliano e contesa dai Baschi per un'eventuale sottomissione a Orvieto.
Agli inizi del Quattrocento le varie lotte per il controllo della fortificazione ebbero fine a seguito dell'occupazione da parte dei Senesi, che la inglobarono nel territorio della Repubblica; nella seconda metà del medesimo secolo, l'intero complesso venne completamente ristrutturato.
A metà Cinquecento, a seguito della definitiva caduta della Repubblica di Siena, la rocca fu annessa al Granducato di Toscana; da allora, la fortificazione venne abbandonata perché non più ritenuta strategica dai Medici.